# Renard volant des Samoas
Pteropus samoensis
Espèce
Statut de conservation UICN

 NT  : Quasi menacé
Statut CITES
Le Renard volant des Samoas (Pteropus samoensis) est une espèce de chauves-souris. On la trouve dans les Samoas et les îles Fidji. Elle vit dans les forêts sèches tropicales et subtropicales.

## Liste des sous-espèces
Selon MSW:
- sous-espèce Pteropus samoensis nawaiensis
- sous-espèce Pteropus samoensis samoensis